# سایرولی (متروی میلان)
سایرولی (انگلیسی: Cairoli) ایستگاهی در خط ۱ متروی میلان است. این ایستگاه در ۱ نوامبر ۱۹۶۴ افتتاح شد.